# Bergmyrtjärnen (Arvidsjaurs socken, Lappland, 727926-165079)
Bergmyrtjärnen är en sjö i Arvidsjaurs kommun i Lappland och ingår i Byskeälvens huvudavrinningsområde. Bergmyrtjärnen ligger i Byskeälven Natura 2000-område.